# 奚志康
奚志康（1956年11月15日—），上海人，是已退役的中国足球运动员和现任教练。中國共產黨黨員。

## 球员生涯
奚志康在球员时期主要司职右前卫或前锋，曾经入选中国国家队，是上海队夺得1983年五运会足球冠军的主力球员，1983年全运会后以优秀队员的身份加入中国共产党。

## 教练生涯
退役后的奚志康担任过上海大顺、上海浦东、上海九运队等的主教练，更多的则是出任上海多支球队的助理教练。除了初期两次辅佐自己的恩师胡之刚并帮助深圳队夺得了职业化后首届乙级联赛的冠军外，奚志康更数次在外籍教练离队时担任过“救火队员”。
2010年，奚志康是克罗地亚名帅布拉泽维奇在上海申花的教练组中唯一的中方助教，协助刚刚经历了大换血的球队取得了季军的战绩。12月11日，布拉泽维奇接受中国足协的邀请正式出任中国国奥队主帅，次日奚志康即被上海申花确认为新的主教练，率队征战2011年中超和亚冠联赛。
2011年赛季初期，上海申花虽然在亚冠赛场表现不佳，但是在联赛中仍然发挥出主场强大优势，一度占据积分榜三甲。不过进入7月后，球队再次遭遇夏季战役不利的问题，连续六轮不胜下，俱乐部最终决定调整教练组，由克罗地亚籍教练拜塞克出任主教练，而奚志康重新成为助理教练。
2012年12月底，奚志康离开申花，加盟上海东亚，担任助理教练。
2013年12月，奚志康正式担任上海东亚主教练。
2014年11月18日，受聘为新成立的上港集团足球俱乐部领队兼助理教练。2023年底離開上海海港。
2024年，奚志康擔任第一届全国青少年三大球运动会男子足球项目中的上海隊教練。